# Katja Maurer

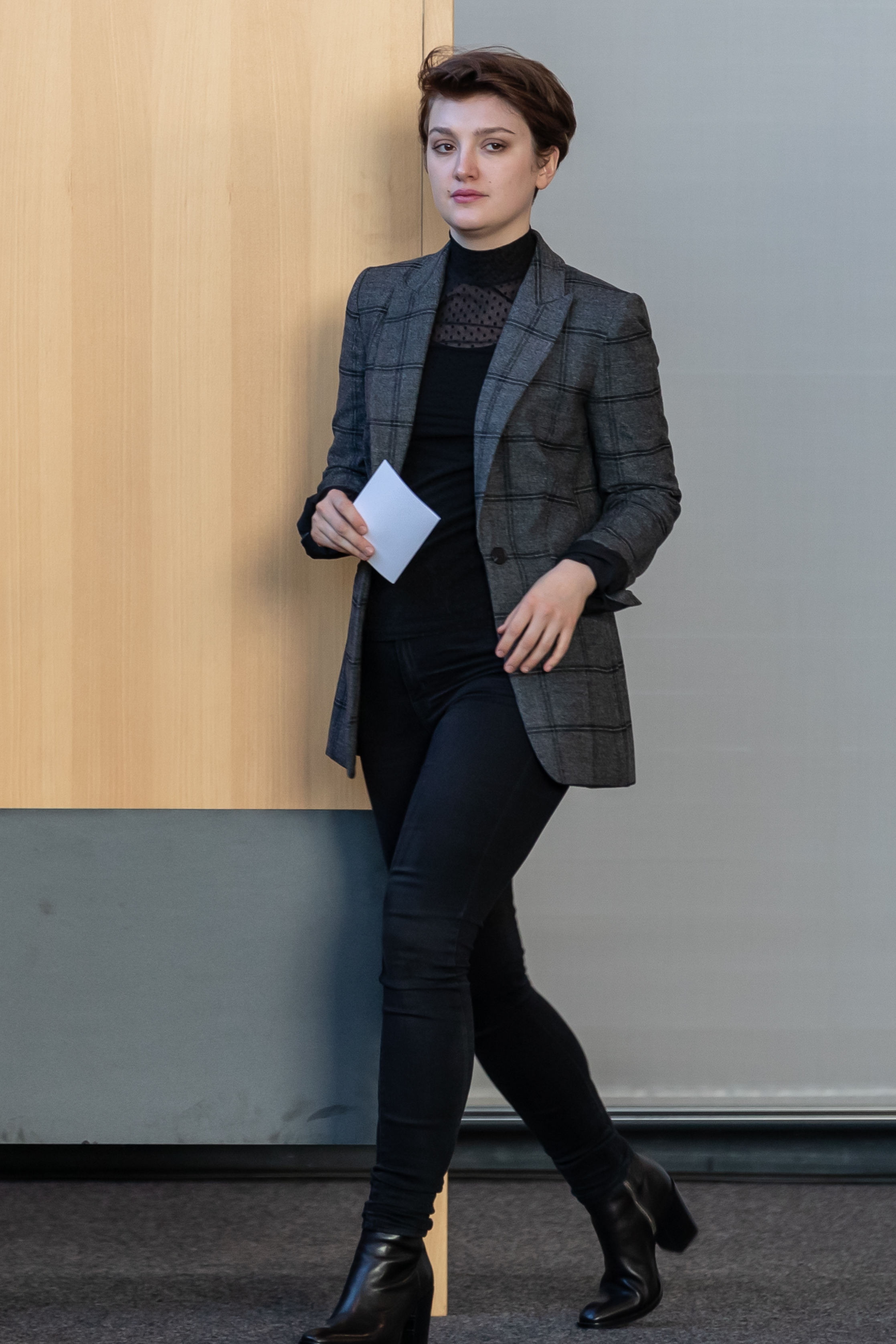
Katja Maurer

Katja Kathrin Maurer (* 1991 in Makinsk, Kasachstan) ist eine deutsche Politikerin (Die Linke). Seit 2019 ist sie Abgeordnete im Thüringer Landtag. Seit 2025 ist sie Co-Vorsitzende von Die Linke Thüringen.

## Leben
Katja Maurer stammt aus einer russlanddeutschen Familie. Ihre kasachstandeutsche Mutter siedelte nach der Geburt ihrer zweiten Tochter Katja nach Deutschland über. Im Jahr 2009 legte sie ihre Abiturprüfung in Gotha ab. Anschließend studierte sie bis 2012 Kultur- und Sozialanthropologie an der Universität Wien mit Bachelorabschluss. Es folgte ein Masterstudium der Politischen Kommunikationsforschung an der Universität Erfurt mit Abschluss 2014. Sie war dann bis 2019 für die thüringischen Landtagsabgeordneten Susanne Hennig-Wellsow und Christian Schaft (beide Die Linke) tätig.

## Partei und Politik
In Erfurt war Katja Maurer von 2014 bis 2019 Mitglied im Stadtvorstand der Partei Die Linke. Sie erhielt 2019 ein Mandat im Erfurter Stadtrat. Dort ist sie seit 2021 Vorsitzende der Fraktion Die Linke und seit 2023 ordentliches Mitglied im Ausschuss für Bildung und Kultur. Mit der Landtagswahl in Thüringen 2019 zog Maurer über die Landesliste der Linken in das Parlament ein. Seit 2021 ist sie stellvertretende Vorsitzende der Fraktion Die Linke im Thüringer Landtag und seit 2023 kommunalpolitische Sprecherin. Bei der Landtagswahl 2024 wurde sie als Direktkandidatin im Wahlkreis Erfurt II mit 23,3 % der Stimmen Dritte hinter Niklas Waßmann (CDU; 33,7 %) und Corinna Herold (AfD; 23,7 %). Sie erreichte auf Listenplatz 11 den Wiedereinzug in den Landtag, indem Benjamin-Immanuel Hoff sein Mandat nicht annahm. Am 14. Juni 2025 wurde sie gemeinsam mit Ralf Plötner zur Landesvorsitzenden der Thüringer Linken gewählt.

## Mitgliedschaften
- ver.di
- Rosa-Luxemburg-Stiftung
- Thüringer Flüchtlingspaten Syrien e. V.
- Naturfreundejugend Thüringen
- NABU – Naturschutzbund Deutschland, Landesverband Thüringen e. V.
- BUND für Umwelt und Naturschutz Deutschland, Landesverband Thüringen e. V.
- linksjugend [`solid] Thüringen[10]